# William Isaac Thomas
William Isaac Thomas, född 13 augusti 1863 i Russell County, Virginia, död 5 december 1947 i Berkeley, Kalifornien, var en amerikansk sociolog känd för att han formulerat en tes inom sociologi vid namn Thomasteoremet. Han formulerade tesen tillsammans med sin hustru och forskarassistent Dorothy Swaine Thomas år 1928.